# Blåhaj

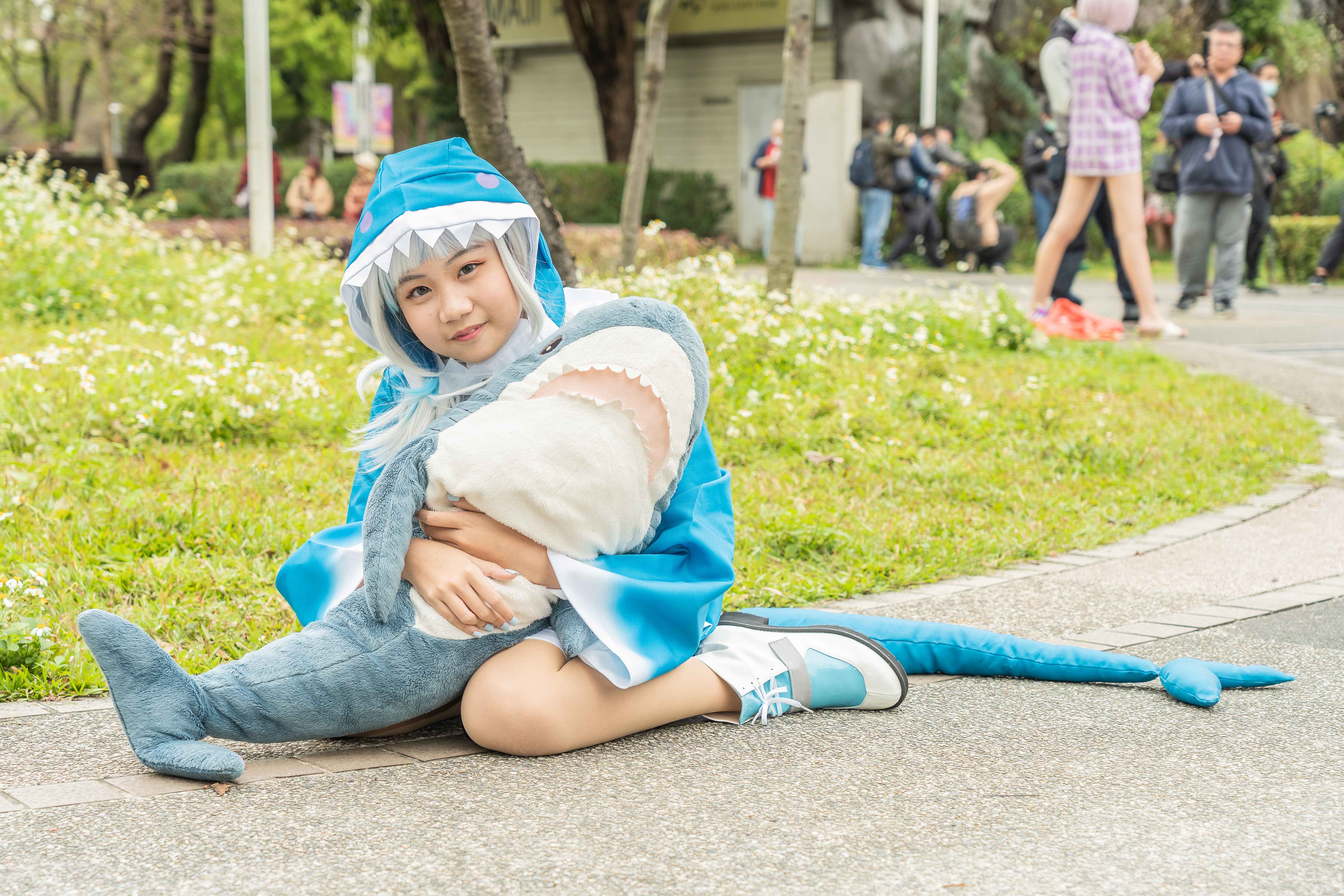
Een kind met een Blåhaj

Een Blåhaj is een knuffelhaai die is uitgegeven door de IKEA. De originele Blåhaj is 100 centimeter lang, maar er is ook een kleinere variant van 55 centimeter. 'Blåhaj' is Zweeds voor 'Blauwe haai'. De Blåhaj is een internetmeme geworden, voornamelijk bij de transgendergemeenschap.
De voorloper van de Blåhaj, genaamd Klappar Haj, werd uitgebracht in 2010. Deze was grijs van kleur in plaats van blauw. De Blåhaj zelf werd uitgebracht in 2014.
Vanaf 2018 zetten veel mensen afbeeldingen van Blåhajs die alledaagse dingen aan het doen waren, zoals het lezen van een boek, op sociale media.
Vanaf september 2021 werd Blåhaj ook geassocieerd met de lhbti-gemeenschap. Toen het Zwitserse parlement destijds over het homohuwelijk stemde, maakte IKEA reclame om het homohuwelijk daar te steunen. Een advertentie hiervan liet een Blåhaj met een knuffelijsbeer in bed zien. Deze foto werd niet verduidelijkt. De associatie met de transgendergemeenschap ontstond op Tumblr. Hier werden al veel foto's van Blåhajs gezet, voornamelijk in Rusland. Op een gegeven moment verscheen er een foto van een Blåhaj met een transgendervlag. Dit zorgde uiteindelijk voor de internetmeme.